# Newbie
Newbie (pronunciación [ˈnuːbɪ] en Inglés),  noob o novato (anglicismo y latinismo respectivamente) se refieren a un usuario dentro de un servidor comúnmente principiante o inexperto en cualquier profesión o actividad cibernética, como el hackeo. El uso contemporáneo puede referirse en particular a actividades dentro de Internet, como un videojuego en línea o uso de un usuario de Linux.
Tiene tanto connotaciones despectivas, como descriptivas. Vale destacar que la misma se utiliza a menudo con usuarios registrados por primera vez en algún juego en línea, ya que "noob" se utiliza en diferentes circunstancias, en casos de perder arbitrariamente alguna partida (independientemente de la experiencia del jugador), se considera suficiente motivo para catalogar a esa persona como ‘noob’.

## Historia
El origen del término es incierto. Los usos más antiguos probablemente datan de la jerga de las Fuerzas Armadas de los Estados Unidos a finales del siglo XX, aunque los términos precursores son mucho más antiguos. Las variantes del sustantivo incluyen newby y newbee, mientras que el término  noob se usa a menudo en juegos en línea.
Su etimología es incierta. Puede derivar de la palabra anglosajona "newie". Según fuentes de los Estados Unidos del siglo XX, la misma significa neófito en un lugar o una situación; alternativamente, puede derivar de la jerga británica "new boy" o "new blood".
En los años sesenta, el término "newbie" tenía un uso limitado entre las tropas de los Estados Unidos en la guerra de Vietnam como jerga para dar la bienvenida a un nuevo soldado. 
En el mundo de la informática, dicho término se hizo más popular a partir del siglo XXI.

## Variantes
Procedente de una tradición oral, el término tiene variantes de ortografía. Entre las formas alternativas se encuentran "newby", "nubie" y "newbee" 
La variación escrita más popular en los juegos en línea de dicha palabra, es n00b.  